# Troglothele coeca
Troglothele coeca är en spindelart som beskrevs av Fage 1929. Troglothele coeca ingår i släktet Troglothele och familjen Barychelidae.
Artens utbredningsområde är Kuba. Inga underarter finns listade i Catalogue of Life.